# Kedvesem
Kedvesem este o piesă care va reprezenta Ungaria la Concursul Muzical Eurovision 2013.Melodia este interpretată de ByeAlex